# 野美人號
《野美人號》（英語：La Belle Sauvage）是菲力普·普曼系列奇幻小說《塵之書三部曲》的第一部，於2017年10月出版。故事背景發生於《黃金羅盤》的十二年前。

## 情節簡介
11歲男孩麥爾肯在家裡開設的「鱒魚」旅店（離牛津市有三英里遠）幫忙，有時也幫聖羅莎蒙修道院的修女打雜。他被捲入當時動盪不安的時局，為了保護修道院新來的女嬰萊拉，麥爾肯與女孩艾莉絲帶著萊拉在洪水來臨時乘著獨木舟「野美人號」躲過一劫，同時還要躲避敵人的追擊。歷經千辛萬苦後，麥爾肯和艾莉絲在倫敦和萊拉的生父艾塞列公爵會合，艾塞列公爵將萊拉交給了牛津約旦學院庇護。

## 人物
- 麥爾肯·波斯戴，小說主角，時年11歲的男孩，擁有「野美人號」獨木舟
- 艾莉絲·帕斯諾，時年15歲的女孩，在「鱒魚」工作。她也是羅傑·帕斯洛（未來萊拉在約旦學院的好友）的堂姊[2]
- 萊拉，約六個月大的嬰兒，為艾塞列公爵和考爾特夫人的私生女
- 漢娜·瑞芙，聖蘇菲亞學院的學者，也是與教會勢力鬥爭的秘密組織「奧克立街」的一員
- 傑若德·波奈維爾
- 克朗·范·特塞爾，吉普賽人

## 評價
該作出版後獲得一些媒體的正面評價。《華盛頓郵報》書評稱：「在我們世界中，很少書能讓我們願意等十七年，但《塵之書》絕對是其中之一」；《衛報》書評認為該書「值得期待」。

## 改編作品
《野美人號》將被改編為舞台劇，由尼可拉斯·海特納導演。